# Mbalanhu
Le mbalanhu est une langue bantoue parlée en Namibie. 